# 呼続町
呼続町（よびつぎちょう）は、かつて愛知県愛知郡に存在した町である。現在の名古屋市南区北部、瑞穂区南部であり、山崎川の両岸に該当する。
かつてこの地域は海沿いの村であり、呼続の地名は鎌倉時代の文献で記述がある。江戸時代、海を埋め立てての新田が数多く開発されている。江戸から明治の古い地名に「新田」が付く地名が多いのはそのためである。

## 沿革
- 江戸時代初期、この地域は尾張藩領、旗本領であった。
- 1876年（明治9年） - 本願寺村、大喜村、高田村、本井戸田村、北井戸田村、本願寺外新田、名古屋新田（一部）が合併し、瑞穂村となる。
- 1878年（明治11年） -
  - 紀左衛門新田、長三郎新田、巾着新田、図書新田、熱田酉改亥新田、熱田伝馬亥巳新田、道徳新田、道徳前新田、戸部下新田、忠治新田、熱田古伝馬新田、氷室新田が合併し、豊田村となる。
  - 山崎村、戸部村、桜村、新屋敷村が合併し、千竈村となる。
  - 中根村、八事村、名古屋新田（一部）が合併し、弥富村となる。
- 1889年（明治22年）10月1日 - 豊田村と千竈村が合併し、呼続村となる。
- 1897年（明治30年）7月12日 - 呼続村が町制施行、呼続町となる。
- 1906年（明治39年）5月10日 - 瑞穂村、弥富村[注釈 1]が呼続町に編入される。
- 1921年（大正10年）8月22日 - 名古屋市に編入され、名古屋市南区の一部となる。
- 1937年（昭和12年）10月1日 - 昭和区新設。南区から、旧瑞穂村と旧弥富村に相当する地域が昭和区に移る。
- 1944年（昭和19年）2月11日 - 瑞穂区新設。昭和区から、旧瑞穂村と旧弥富村に相当する地域が瑞穂区に移る。

## 交通機関
- 愛知電気鉄道（現在の名鉄名古屋本線）
  - 桜駅・呼続駅・南井戸田駅[注釈 2] ・井戸田駅 [注釈 3]

## 学校
- 第八高等学校
- 名古屋高等商業学校
- 呼続尋常高等小学校（現・名古屋市立呼続小学校）
- 瑞穂尋常小学校（現・名古屋市立瑞穂小学校）